# Affaire du complot de Delhi
 (avril 2020).
Si vous disposez d'ouvrages ou d'articles de référence ou si vous connaissez des sites web de qualité traitant du thème abordé ici, merci de compléter l'article en donnant les références utiles à sa vérifiabilité et en les liant à la section « Notes et références ».
L'affaire du complot de Delhi, également connue sous le nom de complot de Delhi-Lahore, fait référence à un complot en 1912 pour assassiner le vice-roi de l'Inde Charles Hardinge à l'occasion du transfert de la capitale de l'Inde britannique de Calcutta à New Delhi.

## Déroulement
Élaboré par le mouvement pour l'indépendance de l'Inde au Bengale et au Pendjab et dirigé par Rash Behari Bose (en), le complot a abouti à la tentative d'assassinat de Charles Hardinge le 23 décembre 1912 lorsqu'une bombe artisanale a été lancée dans le howdah du vice-roi alors que la procession cérémonielle se déplaçait à travers le Chandni Chowk de Delhi. Bien que blessé dans l'attaque, le vice-roi s'est échappé avec des blessures de chair, mais le serviteur derrière lui tenant son parasol a été tué. Lady Hardinge était indemne, comme l'était l'éléphant et son cornac. Charles Hardinge a été blessé au dos, aux jambes et à la tête par des fragments de bombe, la chair sur ses épaules étant déchirée en lanières.
Au lendemain de l'événement, des efforts ont été faits pour détruire le mouvement pour l'indépendance de l'Inde qui a subi une pression intense pendant un certain temps. Rash Behari Bose, identifié comme la personne qui a lancé la bombe, a réussi à échapper à la capture pendant près de trois ans, s'impliquant dans le complot de Ghadar avant qu'il ne soit découvert, puis s'enfuyant au Japon en 1915.

## Enquête
Les enquêtes qui ont suivi la tentative d'assassinat ont abouti au procès du complot de Delhi. L'affaire a été déposée contre Lala Hanumant Sahai, Basant Kumar Biswas (en), Bhai Balmukund, Amir Chand et Avadh Behari. Le 5 octobre 1914, Lala Hanumant Sahai a été condamnée à la réclusion à perpétuité dans les Îles Andaman et les quatre autres ont été condamnés à mort pour leur rôle dans le complot.